# Pseudasphondylia elaeocarpi
Pseudasphondylia elaeocarpi är en tvåvingeart som beskrevs av Makoto Tokuda och Junichi Yukawa 2005. Pseudasphondylia elaeocarpi ingår i släktet Pseudasphondylia och familjen gallmyggor. Inga underarter finns listade i Catalogue of Life.